# Pioggia.Rosso.Acciaio
Pioggia.Rosso.Acciaio è il 5º album di studio dei Delta V, primo (e unico) pubblicato dalla Virgin.
In tale disco vi fu il ritorno nel gruppo di Francesca Touré e l'ingresso ufficiale di Fefo Forconi, già presente in precedenza durante le esibitosi dal vivo.
La canzone Indivisibile è la continuazione dance di Invisibile".
In San Babila ore 20 la voce che legge un comunicato è di Angela Baraldi, che già aveva collaborato con il gruppo in Psychobeat.
Dai brani dell'album furono prodotti diversi video, tra i quali famoso quello su Ritornerai, cover di un brano del 1963 di Bruno Lauzi.

## Tracce
1. Adesso e mai
2. Fuori controllo
3. Invisibile
4. Indivisibile
5. L'assedio
6. Falso movimento
7. Il tempo necessario
8. Ritornerai
9. Pioggia
10. Cose che so di noi
11. Maelstrom (strumentale)
12. In fuga
13. I compagni dell'85
14. San Babila ore 20

## Esecutori
- Testi e musica di Bertotti-Ferri tranne:
  - Indivisibile (Bertotti)
  - L'assedio (Bertotti-Forconi-Lenzi)
  - Il tempo necessario (Bertotti-Godfrey-Godfrey-Edwards)
  - Ritornerai (Lauzi)
  - Pioggia (Bertotti)
  - Cose che so di noi (Bertotti-Gurian-Lenzi-Ferri)
  - In fuga (Bertotti-Forconi-Guercilena)
  - I compagni dell'85 (Bertotti-Gurian-Ferri)
  - San Babila ore 20 (Bertotti)
- Francesca Touré: voce
- Carlo Bertotti: tastiere, rhodes, voce
- Flavio Ferri: synth, programmazione
- Fefo Forconi: chitarra
- Pierfunk: basso
- Carlo Ubaldo Rossi: synth, rhodes
- Ugo Nativi: batteria
- Roberta Magnetti: cori
- Angela Baraldi: voce in San Babila ore 20
- Prodotto da Carlo Ubaldo Rossi e Delta V
- Arrangiamento archi: Fabio Gurian